# Dudleya nubigena
Dudleya nubigena là một loài thực vật có hoa trong họ Crassulaceae. Loài này được (Brandegee) Britton & Rose miêu tả khoa học đầu tiên năm 1903.